# Дернова (присілок)
Дерно́ва (рос. Дернова) — присілок у складі Шатровського району Курганської області, Росія. Входить до складу Із'єдугінської сільської ради.
Населення — 9 осіб (2010, 44 у 2002).
Національний склад станом на 2002 рік: росіяни — 93 %.